# Kelle Roos
Kelle Willem Roos (* 31. Mai 1992 in Rijkevoort) ist ein niederländischer Fußballtorhüter, der bei US Triestina in der italienischen Serie C spielt.

## Karriere

### Verein
Kelle Roos wuchs in seinem Geburtsort Rijkevoort in der Provinz Noord-Brabant auf. Als Kind war er sowohl im Fußball als auch im Tennis talentiert, entschied sich jedoch im Alter von 13 Jahren, sich auf den Fußball zu konzentrieren, nachdem er als 12-Jähriger ins Tor gewechselt war. Obwohl er Legastheniker ist, schloss er sein Studium ab.
Roos begann seine Karriere bei den niederländischen Amateurklubs VV Toxandria, VV Trekvogels, Juliana ’31 und Quick 1888, bevor er 2005 als 13-Jähriger in die Jugendakademie der PSV Eindhoven wechselte. Nach sechs Jahren an der PSV-Akademie wechselte er zu Willem II Tilburg, bevor es ein Jahr später weiter zu NEC Nijmegen ging.
Zu Beginn der Saison 2013/14 absolvierte Roos zwei Probetrainings bei den englischen Vereinen Birmingham City und Bristol City. Nachdem Roos keinen Vertrag erhalten hatte und nicht in der Lage war sich einer Ligamannschaft anzuschließen, da das Transferfenster geschlossen war, kehrte er in die Niederlande zurück und unterschrieb beim Amateurverein RKSV Nuenen aus der Hoofdklasse.
Nachdem Roos Angebote aus den Niederlanden und England erhalten hatte, wechselte er am 8. November 2013 in die National League zu Nuneaton Town und unterzeichnete einen Vertrag bis zum Ende der Saison 2013/14. Sein Debüt gab er am 23. November bei einem 1:0-Sieg über den FC Chester. Er bestritt insgesamt neun Ligaspiele und blieb fünfmal ohne Gegentor. Seine Form erregte die Aufmerksamkeit des Premier-League-Klubs aus Liverpool, bei dem er Anfang Januar 2014 eine Woche ein Probetraining absolvierte, sowie weiteren Vereinen der ersten und zweiten Liga.
Am 23. Januar 2014 wechselte Roos zum Zweitligisten Derby County, nachdem er im Probetraining überzeugt hatte. Er unterzeichnete einen Vertrag bis 2016 und Nuneaton erhielt eine nicht genannte Ablösesumme. Nach dem Abgang von Torhüter Adam Legzdins wurde er hinter Lee Grant Ersatztorhüter. Im ersten Halbjahr blieb er ohne Einsatz und begann die Saison 2014/15 auf der Bank. Er gab sein Debüt in der ersten Mannschaft der „Rams“ in einem Ligapokalspiel gegen Reading im September 2014 das mit 2:0 gewonnen wurde. Er spielte in Derbys nächstem Ligapokal-Spiel, einem 5:2-Sieg gegen Fulham im Oktober, und bestritt drei Spiele im FA Cup im Januar und Februar 2014, als Derby einen 1:0- und 2:0-Sieg gegen den FC Southport und FC Chesterfield verzeichnete, bevor es eine 1:2-Niederlage gegen Reading gab.
Am 15. Juli 2015 schloss sich Roos zusammen mit seinem Teamkollegen Farrend Rawson dem Ligarivalen Rotherham United für eine Saison als Leihspieler an. Er hatte jedoch einen schlechten Start mit einer 1:4-Niederlage gegen Milton Keynes Dons am 8. August 2015. Roos kehrte nach nur sechs Wochen nach Derby zurück, nachdem er in seinen vier Spielen zehn Gegentore kassiert hatte, und Rotherham auf dem letzten Tabellenplatz lag. Danach wurde der Torhüter ab Februar 2016 für den Rest der Saison 2015/16 auf Leihbasis zum AFC Wimbledon aus der vierten Liga verliehen. Er gab sein Debüt bei einem 4:1-Sieg über Luton Town und etablierte sich schnell in der ersten Mannschaft von Neal Ardley. Er blieb in 20 Auftritten für den Verein achtmal ohne Gegentor und verhalf dem Verein zum Einzug in das Play-off-Finale durch ein 1:0 und 2:2 gegen Accrington Stanley. Am 30. Mai 2016 blieb er im Finalspiel erneut ohne Gegentor beim 2:0-Sieg gegen Plymouth Argyle im Wembley-Stadion, womit der Aufstieg in die dritte Liga gelang.
Ab August 2016 wurde Roos weiter an die Bristol Rovers aus der dritten Liga für die ganze Saison verliehen. Er startete als Stammtorhüter, verlor den Platz allerdings später an Will Puddy, woraufhin er nach 17 Ligaspielen im Januar 2017 vorzeitig nach Derby zurückkehrte. Die Spielzeit 2017/18 verbrachte er als Leihspieler bei Port Vale und Plymouth Argyle, kam dort aber nur sporadisch zum Einsatz.
Zurück bei Derby war Roos ab Januar 2019 die Nummer 1, nachdem Scott Carson verletzt ausfiel. Er gab sein Ligadebüt für Derby in der zweiten Liga bei einem 2:1-Sieg über Reading. Nachdem Carson von seiner Verletzung zurückkam behielt ihn Frank Lampard bis zum Ende der Saison 2018/19 im Tor, als Derby das Play-off-Finale erreichte. Derby wurde im Finale von Aston Villa mit 2:1 geschlagen. Am Ende der Saison unterzeichnete er einen neuen Dreijahresvertrag mit Derby County. Nach einigen schwachen Auftritten nahm ihn sein neuer Trainer Phillip Cocu in der folgenden Spielzeit aus dem Tor und ersetzte ihn durch Ben Hamer. In den folgenden Jahren konkurrierte Roos mit David Marshall und Ryan Allsop um einen Platz zwischen den Pfosten, wobei der neue Trainer Wayne Rooney meist den erfahreneren Marshall bevorzugte. Roos kam nichtsdestotrotz regelmäßig zum Einsatz. Aufgrund finanzieller Probleme sowie der Eröffnung eines Insolvenzverfahrens wurden Derby in der Saison 2021/22 21 Punkte abgezogen. Roos spielte in dieser Spielzeit 18-Mal im Tor des Zweitligisten der am Ende abstieg.
Am 25. Juni 2022 wechselte Roos mit einem Zweijahresvertrag zum schottischen Erstligisten FC Aberdeen. Roos übernahm die Stammtorhüterposition von Joe Lewis, der langjähriger Mannschaftskapitän war.

### Nationalmannschaft
Kelle Roos absolvierte zwei Länderspiele für die niederländische U15-Nationalmannschaft gegen Irland und die Türkei.

### Familie
Roos wurde bei seinem Wechsel nach Aberdeen von seiner Lebensgefährtin, der Fußballspielerin Nadine Hanssen begleitet. Die beiden sind Eltern eines Sohnes.